# ببر جاوه
ببر جاوه (Panthera tigris javan) یکی از زیرگونه‌های منقرض‌شده ببر است. ببر جاوه دومین ببر کوچک دنیا است. این ببرها تا سال ۱۹۸۲ میلادی در جزیرهٔ جاوه کشور اندونزی زندگی می‌کردند. (از آن کوچک‌تر ببر منقرض شده بالی است.) این حیوان حدود ۱۸۰ سانتیمتر طول داشته و اندازه دم آن به ۶۰ تا ۸۰ سانتی‌متر می‌رسیده است. نرها ۲۰۰ و ماده‌ها ۱۲۵ تا ۱۵۰ کیلو وزن داشته‌اند. ببر جاوه بلندترین موهای سینه را در بین ببرها دارا بوده و از دیگر ویژگی‌های آن یال کوتاهی بر پشت گردن و پوست زیرین دارچینی تیره و مشخصه واضح آن، دسته نوارهای مشکی پررنگی است که در سراسر بدن آن وجود داشته و در قسمت انتهایی بدن بیشتر می‌شود.

## رفتار
ببر جاوه حیوان انزواطلبی است که جز زمان جفت‌گیری یا پرورش توله‌ها در باقی موارد تنها زندگی می‌کند. راهی برای تعیین حد واقعی قلمروی ببر جاوه وجود ندارد، چون هیچگاه مجال یافتن و تصاحب یک قلمروی واقعی را نیافت. این ببر موجودی شب‌زی بوده است. دانشمندان به این نتیجه رسیده‌اند که بعضی حیوانات قبلاً روزگرد بوده‌اند ولی به خاطر وجود انسان د ر اطراف خود شبگرد شده‌اند. این تغییر رفتار در گونه‌های دیگر (نظیر یوزگربه) رخ داده ا ست. از آنجا که انسان در تمام نقاط جاوه حضور داشته، زندگی انفرادی بهترین روزنه امید برای بقای ببر جاوه بوده است. از آن گذشته این حیوان در نقاطی که آب وجود داشته، زندگی می‌کرده است. مناطق پرآب، محل مورد علاقه ببرهای جاوه بوده که بیشتر وقت خود را به شنا کردن می‌پرداخته و از آنجا که شناگر خوبی بوده حتی به هنگام شنا در اقیانوس نیز مشاهده شده است. تکنیک شکار ببر جاوه نیز مانند سایر ببرها بوده است این ببر آخرین بار در سال ۱۹۸۲ مشاهده شد و به خاطر سرزمین اصلی‌اش که یکی از جزایر اندونزی بدین نام شناخته شده.

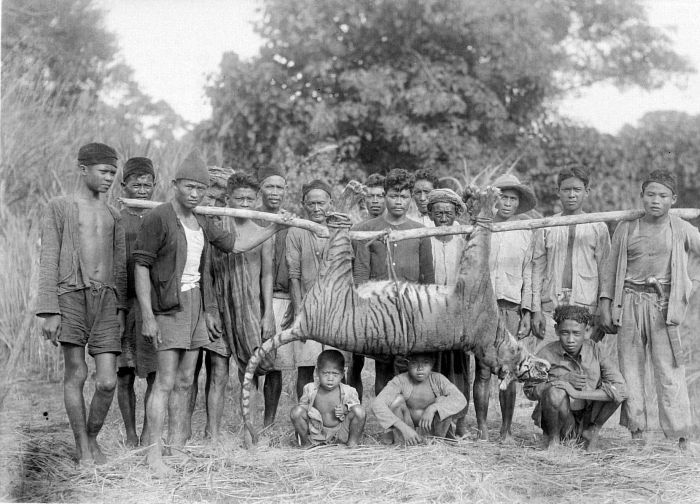